# Erwin Finlay-Freundlich

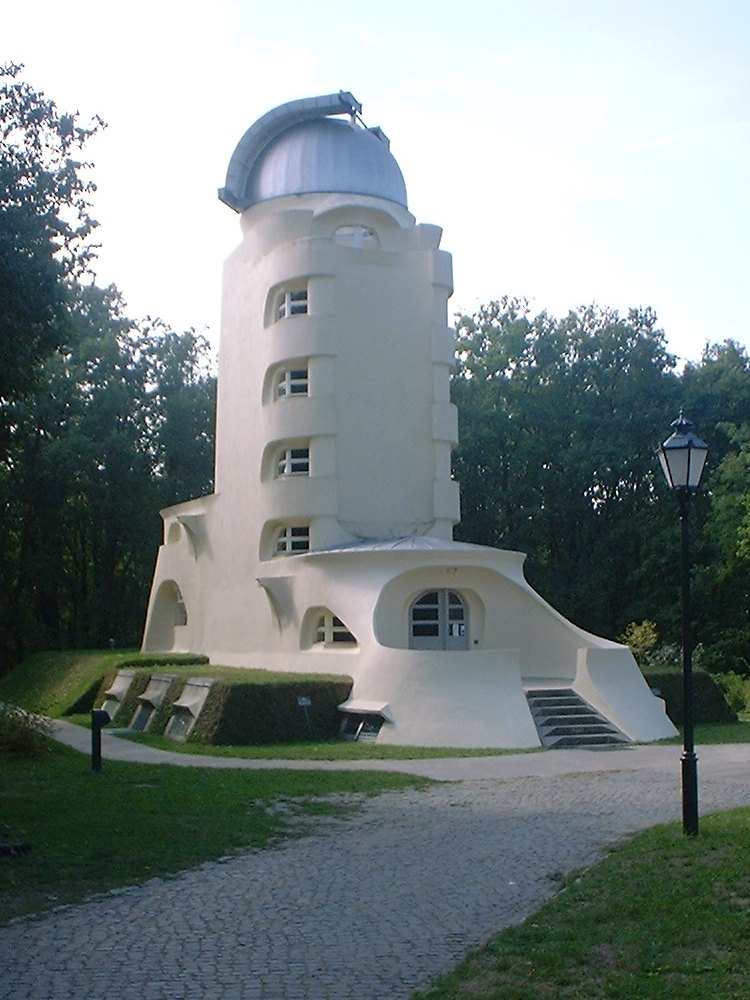
Einsteinturm i Potsdam

Erwin Finlay-Freundlich, född 29 maj 1885 i Biebrich, död 24 juli 1964, var en tysk astronom, elev till Felix Klein.  
Freundlich var obeservator vid astrofysiska observatoriet i Potsdam från 1920, och föreståndare för Einsteintornet där. Han sysslade särskilt med allmänna relativitetsteorin och dess användning på astronomiska problem. Han utgav bland annat Über die Ablenkung des Lichtes im Schwerefeld der Sonne (1931).
Freundlich arbetade tillsammans med Albert Einstein och introducerade experiment som kunde testa den allmänna relativitetsteorin genom astronomiska observationer baserade på gravitationell rödförskjutning.
Asteroiden 9873 Freundlich är uppkallad efter honom.